# Carlo Ausino
Carlo Ausino (* 20. Juli 1938 in Messina; † 22. November 2020 in Turin) war ein italienischer Filmschaffender.

## Leben
Carlo Ausino zog als Kind 1940 mit seiner Familie nach Turin. Dort war er als Filmvorführer tätig und arbeitete ab 1963 für die Rolfilm als Szenarist und Kameraassistent. Ab Ende der 1960er Jahre drehte er, praktisch im Alleingang, immer wieder Filme, die kaum außerhalb seiner Heimatregion Verbreitung fanden und günstig produziert waren. Auch bei den Schauspielern und dem Stab griff er auf einen festen Stamm von Personen zurück; zu ihnen gehören Schauspieler Emanuele Cannarsa und Kameraassistent Giuseppe Lino. Eine Ausnahme dabei bildeten Torino violenta und Senza scrupoli 2, die auf Video ein größeres Publikum erreichten. 1987 drehte er einen kurzen Spielfilm für die RAI, bei der er seit Ende der 1960er Jahre als Kameramann für Magazinsendungen, Werbefilmen und verschiedenste Programme seinen Lebensunterhalt verdiente; zweimal war er als Kameramann für Spielfilme von Alex Carmeno tätig. Bis weit in das neue Jahrtausend hinein inszenierte er auch Kurzfilme, die beim Torino Film Festival gezeigt wurden.

## Filmografie (Auswahl)
(Regie, Drehbuch, Produzent, Kameramann)
- 1969: L'ora della pietà
- 1975: La citta dell'ultima paura
- 1977: Gewalt über der Stadt (Torino violenta)
- 1980: Mafia-Kommando (Tony, l'altra faccia della Torino violenta)
- 1982: La villa delle anime maledette
- 1989: Skrupellos II (Senza scrupoli 2)
- 2002: Il trailer (Kurzfilm)